# Noyers-Saint-Martin
Noyers-Saint-Martin – miejscowość i gmina we Francji, w regionie Hauts-de-France, w departamencie Oise.
Według danych z 1990 r. gminę zamieszkiwało 657 osób, a gęstość zaludnienia wynosiła 50 osób/km² (wśród 2293 gmin Pikardii Noyers-Saint-Martin plasuje się na 427. miejscu pod względem liczby ludności, natomiast pod względem powierzchni na miejscu 265.).